# Barcelonès
Barcelonès là một comarca (hạt) đông dân và quan trọng về kinh tế của Catalonia, Tây Ban Nha. Thủ phủ là Barcelona, đây cũng là thủ phủ của Catalonia.

## Các đô thị
Dân số năm 2006 (nguồn: INE Tây Ban Nha).
- Badalona - 221.520
- Barcelona - 1.605.602
- L'Hospitalet de Llobregat - 248.150
- Sant Adrià de Besòs - 32.585
- Santa Coloma de Gramenet - 119.056